# Toyendé (Arbollé)
Pour les articles homonymes, voir Toyendé.
Toyendé est une localité située dans le département d'Arbollé de la province du Passoré dans la région Nord au Burkina Faso.

## Géographie
Toyendé est situé à environ 12 km au nord d'Arbollé, le chef-lieu du département, et de la route nationale 2 allant vers le nord-ouest du pays. Le village est également à 4 km au nord de Namassa et à environ 25 km à l'est de Yako.

## Santé et éducation
Le centre de soins le plus proche de Toyendé est le centre de santé et de promotion sociale (CSPS) de Namassa tandis que le centre médical avec antenne chirurgicale (CMA) de la province se trouve à Yako.